# Coralville

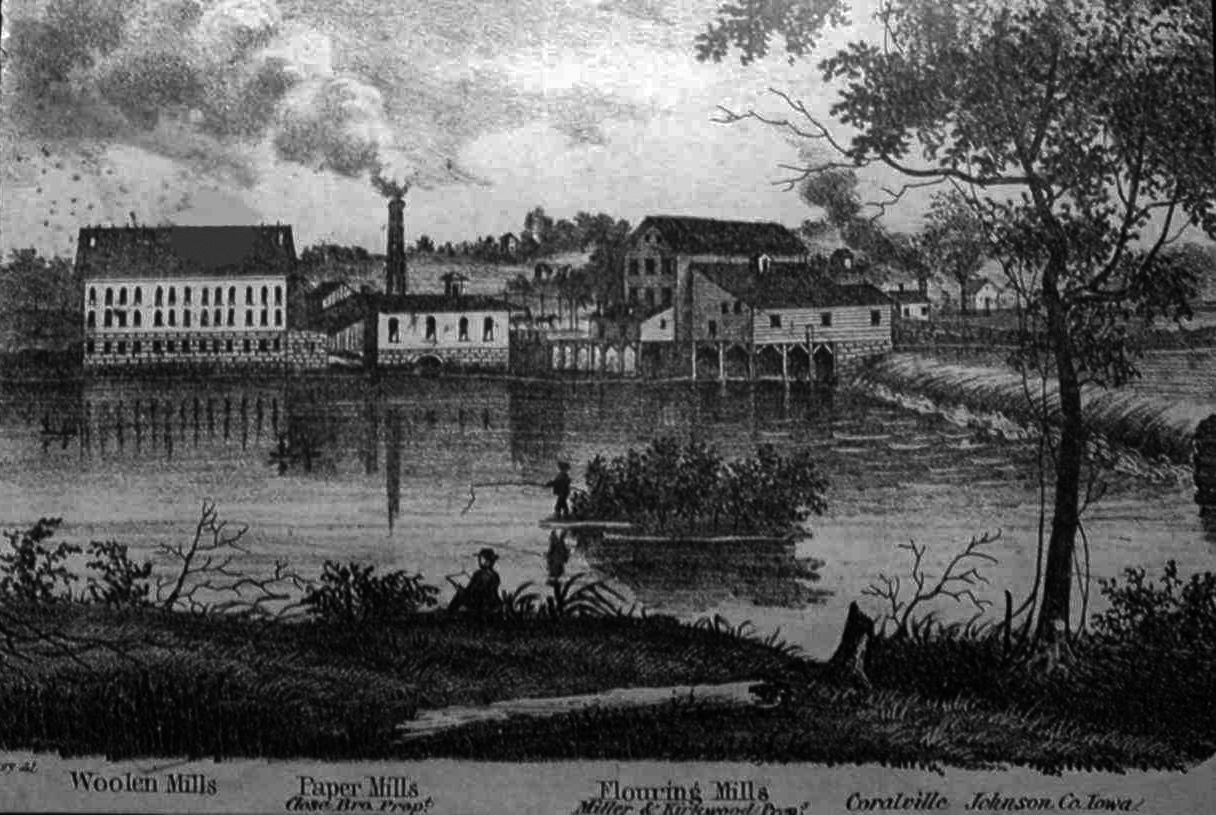
Coralville en 1870.

La ville américaine de Coralville est située dans le comté de Johnson, dans l’État de l’Iowa. Lors du recensement de 2010, sa population s’élevait à 18 907 habitants.
Coralville fait partie de l’agglomération d’Iowa City.